# Oleg Grigorjew
Oleg Gieorgijewicz Grigorjew (ros. Олег Георгиевич Григорьев, ur. 25 grudnia 1937 w Moskwie) – radziecki bokser kategorii koguciej.

## Mistrzostwa Europy
Zdobył złoty medal na mistrzostwach Europy w Pradze w 1957, na mistrzostwach Europy w Moskwie (1963) i mistrzostwach Europy w Berlinie w 1965.

## Igrzyska olimpijskie
W 1960 roku w Rzymie na letnich igrzyskach olimpijskich zdobył złoty medal olimpijski.

## Odznaczenia
W uznaniu za zasługi dla kraju został odznaczony Orderem Czerwonego Sztandaru Pracy